# Pinball (відеогра, 1984)
Pinball — відеогра в жанрі пінбол, розроблена Nintendo та HAL Laboratory та видана Nintendo для Nintendo Entertainment System. Вона базується на однойменному пристрої Game & Watch для Nintendo VS. System у Японії та Північній Америці 1984 року. 1985 року це була стартова гра для Nintendo Entertainment System у Північній Америці.